# Joaquim Nin i Borredà
Joaquim Nin i Borredà (Albinyana, 18 d'agost de 1964), també conegut com a Quim Nin, és un polític català, ha sigut secretari general de Presidència de la Generalitat de Catalunya en el govern de Carles Puigdemont. És militant del Partit Demòcrata. Va ser membre de Convergència Democràtica des del 1995 i president de la federació del partit al camp de Tarragona des del 2004. És batlle d'Albinyana (Baix Penedès) des del 1999.
Diplomat en Relacions Laborals per la Universitat Rovira i Virgili i tècnic superior en Prevenció de Riscos Laborals per la UPC. Té també estudis en política i administració pública per la UPF, UAB i ESADE.

## Biografia
Joaquim Nin havia treballat entre 1985 i 1990 com a cap d'informatius de Ràdio El Vendrell a més de ser el responsable comarcal de l'Oficina de Joventut l'any 1990. El 1999 va escriure juntament amb Raimon Masachs el llibre Nikita Nipón, una obra de relats breus que tracta de l'actualitat del Baix Penedès en to humorístic. Va treballar de tècnic de consum i d'ensenyament al Consell Comarcal del Baix Penedès entre els anys 1991 i 2003. Entre 2003 i 2010 va ser vicepresident de la Diputació de Tarragona, fins que va ser nomenat delegat del Govern català a Tarragona en substitució del socialista Xavier Sabaté fins que fou nomenat secretari general de Presidència el 14 de gener de 2016. Fou Secretari General del Departament d'Investigació i Universitats.